# Carpinelli (Paduli)
Carpinelli, è una località di 152 abitanti del comune Paduli in provincia di Benevento.

## Geografia fisica
Carpinelli si trova nella zona sud orientale alle porte del comune di Paduli distante circa 2 km, nei pressi della vicinissima contrada Calviello, sulla strada che porta in direzione San Giorgio La Molara e Sant'Arcangelo Trimonte il territorio è prevalentemente collinare.

## Monumenti e luoghi d'interesse
La contrada Carpinelli essendo situata alle porte del comune si trova nei pressi del convento e della chiesa di Santa Maria di Loreto, risalente tra il 1486 e il 1491, dedicati al culto di dell'Immacolata Concezione, a San Francesco, e Sant'Antonio, il convento fu demolito dal terremoto del 1688. e ricostruito nel 1775.